# Crystal River
Crystal River es una ciudad ubicada en el condado de Citrus en el estado estadounidense de Florida. En el Censo de 2010 tenía una población de 3.108 habitantes y una densidad poblacional de 175,75 personas por km².

## Geografía
Crystal River se encuentra ubicada en las coordenadas 28°54′22″N 82°36′36″O / 28.90611, -82.61000. Según la Oficina del Censo de los Estados Unidos, Crystal River tiene una superficie total de 17.68 km², de la cual 16.03 km² corresponden a tierra firme y (9.34%) 1.65 km² es agua.

## Demografía
Según el censo de 2010, había 3.108 personas residiendo en Crystal River. La densidad de población era de 175,75 hab./km². De los 3.108 habitantes, Crystal River estaba compuesto por el 87.16% blancos, el 7.59% eran afroamericanos, el 0.26% eran amerindios, el 2.06% eran asiáticos, el 0.1% eran isleños del Pacífico, el 1.13% eran de otras razas y el 1.71% pertenecían a dos o más razas. Del total de la población el 5.18% eran hispanos o latinos de cualquier raza.